# دستور الجزائر
دستور الجزائر ·  · ، هي وثيقة تعتمدها الدولة الجزائرية كإطار لكل القوانين والتشريعات التي تسنها من أجل حماية الحقوق والحريات الفردية والجماعية والمصالح العليا للبلاد. لقد اعتمدت الجزائر عدة دساتير عبر استفتاء شعبي حول مضامينها، وكل دستور جديد يحل محل الذي قبله. وحاليا يعتمد دستور سنة 1996 المعدل والمتمم في سنة 2008.
منذ استقلال الجزائر سنة 1962، صدرت الدساتير التالية:
- دستور الجزائر 1963
- دستور الجزائر 1976
- دستور الجزائر 1989
- دستور الجزائر 1996
- تعديل دستور الجزائر 2016
- تعديل دستور الجزائر 2020

## تاريخ
أول دساتير الجزائر كان دستور عام 1963، الذي أسس جمهورية ذات حزب واحد، وهو جبهة التحرير الوطني، ويختار كل مرشح قبل أن ينتخب عليه الشعب. ورئيس الدولة فيه قوي الجانب، والمجلس الوطني ينتخب على القوانين الجديدة. وأكد الدستور على حقوق أساسية للكل، لكن بشرط كبير (المادة 22): «لا يجوز لأي كان أن يستعمل الحقوق والحريات السالفة الذكر في المساس باستقلال الأمة وسلامة الأراضي الوطنية والوحدة الوطنية ومؤسسات الجمهورية ومطامح الشعب الاشتراكية، ومبدأ وحدانية جبهة التحرير الوطني.» لكن ذلك الدستور لم يدم طويلا، لأنه حين قام العقيد بومدين بالانقلاب في 19 جوان 1965 أوقف العمل بالدستور وفضل تحمل المسؤولية مباشرة.
طبق الرئيس هواري بومدين دستور ثان في سنة 1976. والحكومة الموصوفة فيه كما كانت في سنة 1968 تقريبا، لكن أكد أهمية نظام الإشتراكية، وأممم معظم الشركات والأراضي الفارغة والتجارة الخارجية، ومنع المستَخدمين عن المجلس والرئاسة. وأيضا أنشأ نظام طبي وطني، وأكد حق العمل، بعد وفاة الرئيس بعام عدلوا الدستور ليضيفوا فيه منصب الوزير الأول الذي لم يكن موجودا في عهد الراحل.
في عقد الثمانينات مع انخفاض سعر النفط وضعف الشيوعية، أتت مشاكل سياسية واقتصادية، فغيرت حكومة الشاذلي بن جديد الدستور سنة 1986 في اتجاه الرأسمالية، ومن ثم اعتمد دستور جديد في سنة 1989 سمح فيها بتكوين أحزاب أخرى. لكن بعد أزمة سنة 1991 لم يعد يطبق بشكل كلي، حتى جاء الرئيس زروال وأطلق دستور جديد في سنة 1996، الذي أكد حرية التجارة وحرية تأسيس الأحزاب إلا «على أساس ديني أو لغوي أو عرقي أو جنسي أو مهني أو جهوي»، وعند تولي الرئيس بوتفليقة الحكم عدل الدستور سنة 2002 ليضيف التامازيغت كلغة وطنية ثم عدله مرة أخرى سنة 2008 ليلغي عدد العهدات المنتخبة ولكنه مع تعديل سنة 2016 أعاد رد المادة كما في السابق وأيضا جعل المادة التي تتكلم على العهدات ضمن المواد التي لا تعدل.
دستور 1996الجزائر في ويكي مصدر 

## وصلات خارجية
- الدستور المعدل المصادق علية في استفتاء 28 نوفمبر 1996
- المجلس الدّستوري للجمهورية الجزائرية الديمقراطية الشعبية